# Dominokever
De dominokever (Thermophilum sexmaculatum) is een geslacht uit de familie Coleoptera.

## Kenmerken
Deze platte kever heeft een zwart lichaam, dat bezet is met witte stippen. Deze waarschuwen eventuele belagers ervoor, dat het dier niet lekker smaakt. De dekschilden zijn gegolfd.

## Verspreiding en leefgebied
Deze soort komt voor in tropisch Afrika in semi-aride gebieden.